# Compositie IX
Compositie IX is een schilderij van de De Stijl-voorman Theo van Doesburg in het Gemeentemuseum Den Haag.

## Ontstaan

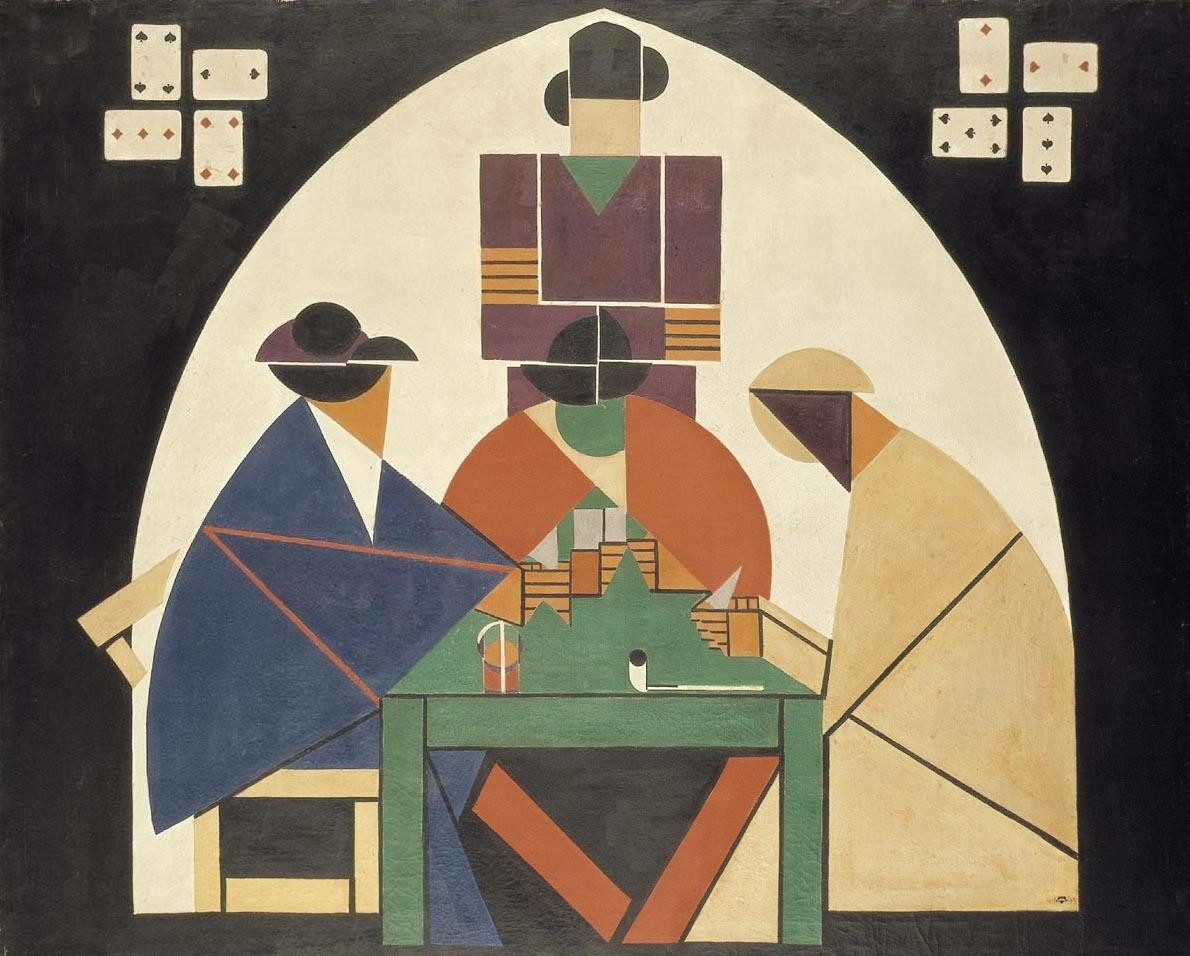
Theo van Doesburg. De kaartspelers. 1916-1917.

Het werk draagt rechtsonder Van Doesburgs monogram en het jaartal 1917 en is een 'doorbeelding' (een verdere abstrahering) van een eerder werk van Van Doesburg, De kaartspelers uit 1916-1917, dat zich ook in het Gemeentemuseum Den Haag bevindt. Van Doesburgs ideeën over moderne schilderkunst waren in deze periode, zo blijkt uit de vele geschriften die hij in dat jaar schreef, nog volop in ontwikkeling. In hetzelfde jaar richtte hij ook het tijdschrift De Stijl op met bijbehorende kunstenaarsgroep en het wordt gezegd dat Compositie IX geïnspireerd is op werk van Vilmos Huszár, bijvoorbeeld zijn Compositie met witte kop en het lezende mannetje op de kaft van genoemd tijdschrift.

## Titel
Het werk komt in een lijst van schilderijen die Van Doesburg omstreeks 1927 opstelde voor als Compositie VIII 1917 (doorbeelding der kaartspelers). In vrijwel alle literatuur en op tentoonstellingen vanaf 1920 wordt echter gesproken van Compositie IX.

## Herkomst
Het werk kwam tot stand toen Van Doesburg in Leiden woonde. Later nam hij het mee, eerst naar Parijs en later naar zijn atelierwoning in Meudon. Toen Van Doesburg in 1931 overleed, kwam het in het bezit van zijn weduwe Nelly van Doesburg, die het in 1935 schonk aan het Gemeentemuseum Den Haag.